# Інститут прикладної фізики НАН України
Інститут прикладної фізики НАН України — наукова установа в складі НАН України, розташована в обласному центрі – місті Суми.
Інститут прикладної фізики НАН України було засновано в грудні 1991 року на базі Сумського відділення Інституту металофізики НАН України, яке у свою чергу почало діяти у квітні 1989 року. Організатором і директором установи став академік НАН України Володимир Юхимович Сторіжко.
Базові напрями наукової діяльности першого новоствореного й допоки єдиного на Сумщині академічного Інституту передбачають: 
- експериментальні та теоретичні дослідження процесів взаємодії потужних пучків іонів, електронів i фотонів низьких енергій з матеріалом для цілеспрямованої зміни його властивостей;
- розробку електростатичних прискорювачів, методів та аналітичного обладнання для експресного з високою роздільною здатністю аналізу складу й структури матеріалів, у тому числі біологічних об'єктів.

Інститут здійснює також дослідження у сфері поляризаційних явищ при розсіюванні світла неоднорідними матеріалами, міжмолекулярної взаємодії біомолекул у вакуумi, стабільности та механізму дії лікарських препаратів на біополімери клітини. Серед напрямів діяльности Інституту — створення субмікронного іонного мікроскопу на енергію 2 МеВ, розробка фізичних методів визначення малих компонентів руд і вивчення в них мікросистем рідкісних елементів, науковий супровід міжгалузевої програми з наукового приладобудування.
До складу Інституту входять 5 наукових відділів: 
- електростатичних прискорювачів;
- ядерно-фізичних методів досліджень;
- біофізики та мас-спектрометрії;
- теоретичної фізики;
- фізичних методів аналізу руд.

Наукові пошуки в установі провадять близько 90 науковців, у тому числі 1 академік НАН України, 1 член-кореспондент НАН України, 10 докторів наук та близько 30 кандидатів наук. Функціонує аспірантура.
Адреса Інституту: вул. Петропавлівська, 58, Суми, 40030, Україна
Директор: Сторіжко Володимир Юхимович, академік НАН України

## Джерело-посилання
- Про Інститут прикладної фізики Національної академії наук України на сайті Національної бібліотеки України імені В. І. Вернадського